# Limnophyes saetheri
Limnophyes saetheri är en tvåvingeart som beskrevs av Chaudhuri, Sinharay och Gupta 1979. Limnophyes saetheri ingår i släktet Limnophyes och familjen fjädermyggor. Inga underarter finns listade i Catalogue of Life.